# Sarhad Jammo
Sarhad Yawsip Hermiz Jammo (ur. 14 marca 1941 w Bagdadzie, zm. 4 lutego 2025 w San Diego) – iracki duchowny chaldejski, posługujący w Stanach Zjednoczonych, w latach 2002–2016 eparcha San Diego.

## Życiorys
Święcenia prezbiteratu przyjął 19 grudnia 1964. Przez 13 lat pracował w Bagdadzie (m.in. jako rektor patriarchalnego seminarium). W 1977 wyjechał do Stanów Zjednoczonych i rozpoczął pracę w chaldejskiej parafii w Troy. Po utworzeniu w 1982 egzarchatu apostolskiego USA został jego wikariuszem generalnym.
21 maja 2002 został mianowany pierwszym ordynariuszem nowo powołanej eparchii św. Piotra Apostoła w San Diego. Sakry udzielił mu w dniu 18 lipca 2002 chaldejski patriarcha Babilonu Rafael I BiDawid, któremu towarzyszyli biskup kurialny patriarchatu Emanuel Karim Delly oraz eparcha Detroit Ibrahim Namo Ibrahim.
7 maja 2016 przeszedł na emeryturę.